# Maria de Fátima Cavalcante Ferreira dos Santos
Maria de Fátima Cavalcante Ferreira dos Santos (Itaú, 20 de janeiro de 1954) é uma paleontóloga brasileira, conhecida por suas pesquisas sobre a megafauna do Pleistoceno no Brasil. Foi Professora Adjunta IV da Universidade Federal do Rio Grande do Norte (UFRN), onde atuou na área de zoologia, com ênfase em paleontologia, particularmente nos estudos sobre mamíferos pleistocênicos, tanques fossilíferos, tafonomia, dinossauros e a megafauna do Pleistoceno.

## Formação acadêmica
Graduou-se com Bacharelado e Licenciatura em Ciências Biológicas pela Universidade Federal do Rio Grande do Norte em 1979. Posteriormente, concluiu o mestrado em Geodinâmica e Geofísica, também pela UFRN, no ano de 2001, com a dissertação intitulada Geologia e paleontologia de depósitos fossilíferos pleistocênicos do Rio Grande do Norte.

## Carreira
Desde a conclusão de sua graduação, Maria de Fátima dos Santos atuou como professora na Universidade Federal do Rio Grande do Norte (UFRN), desenvolvendo atividades de ensino, pesquisa e extensão na área de Paleontologia.
Além de lecionar disciplinas de Paleontologia para cursos de Geologia e Ciências Biológicas na UFRN, foi responsável pelo ponto da Rede Nacional de Paleontologia instalado no Museu Câmara Cascudo, contribuindo para a articulação institucional e científica da paleontologia no âmbito nacional.
Como paleontóloga vinculada ao Setor de Paleontologia do Museu Câmara Cascudo, instituição museológica da UFRN, dedicou-se ao estudo de fósseis de mamíferos do Pleistoceno, com ênfase em tanques fossilíferos e na megafauna extinta. Também participou de pesquisas sobre dinossauros no território brasileiro, contribuindo para a ampliação do conhecimento sobre o patrimônio paleontológico do Rio Grande do Norte.
Entre 2015 e 2016, exerceu o cargo de diretora do Museu Câmara Cascudo. Aposentou-se de suas funções na universidade em 2017, após uma longa trajetória de contribuições científicas e acadêmicas.

## Contribuições científicas
Em 2000, durante uma visita à região de Assu, no Rio Grande do Norte, Maria de Fátima dos Santos identificou vestígios de pegadas de dinossauros na localidade conhecida como Fazenda dos Pingos. O achado foi um marco para a Paleontologia no estado, sendo o primeiro registro de icnitos (pegadas fossilizadas) de dinossauros na região. As pegadas pertencem a dois grupos distintos: saurópodes e ornitópodes, que viveram há aproximadamente 120 milhões de anos, durante o período Cretáceo.
Após a descoberta inicial, a professora colaborou com o paleontólogo italiano Giuseppe Leonardi, uma das maiores autoridades em icnologia, para confirmar a autenticidade das marcas. O estudo, que também contou com a participação de Fernando Henrique Barbosa (UFRJ), foi publicado em 2021 nos Anais da Academia Brasileira de Ciências.
Além de sua atuação em estudos icnológicos, Santos é reconhecida por suas pesquisas sobre a megafauna do Pleistoceno, com foco em mamíferos de grande porte, como preguiças gigantes, tatus e elefantes pré-históricos, bem como pela análise tafonômica de tanques fossilíferos na região Nordeste.

### Produção científica
Ao longo de sua carreira, Maria de Fátima Santos participou ativamente de congressos e simpósios nacionais e internacionais, com mais de vinte trabalhos apresentados em eventos científicos. Publicou artigos em revistas especializadas, com destaque para estudos sobre mamíferos fósseis do Nordeste do Brasil e pegadas de dinossauros no Rio Grande do Norte e na Paraíba.
Entre suas publicações, destacam-se:
- Leonardi, G.; Santos, M. F. C. F. dos. New dinosaur tracksite from the Sousa Lower Cretaceous basin (Paraíba, Brasil). 2004.
- Porpino, K. O.; Bergqvist, L. P.; Santos, M. F. C. F. dos. Registro de mamíferos fósseis no Lajedo de Soledade, Apodi, Rio Grande do Norte, Brasil. 2004.
- Porpino, K. O.; Santos, M. F. C. F. dos. O Estudo de mamíferos pleistocênicos no nordeste do Brasil e a necessidade de abordagens complementares: um exemplo potiguar. 2002.
- Barbosa, F. H. S.; Porpino, K. O.; Fragoso, A. B. L.; Santos, M. F. C. F. dos. Osteomyelitis in Quaternary mammal from the Rio Grande do Norte State, Brazil. 2013.

Ela também contribuiu com estudos relevantes apresentados em eventos como o Congresso Brasileiro de Paleontologia, o Simpósio de Geologia do Nordeste, e a Reunião Anual da Sociedade Brasileira de Paleontologia - Núcleo Nordeste (Paleo-NE).

## Reconhecimentos
Foi homenageada em diversas ocasiões por sua contribuição à Paleontologia no Brasil, especialmente na região Nordeste. Durante a Reunião Anual Regional da Sociedade Brasileira de Paleontologia, Núcleo Nordeste (Paleo-NE), realizada em Mossoró, em 2016, recebeu uma homenagem especial ao lado dos paleontólogos Claude Luiz de Aguilar Santos, também do Museu Câmara Cascudo, e Narendra Kumar Srivastava, do Departamento de Geologia da UFRN.
Em 2024, foi novamente homenageada pela Sociedade Brasileira de Paleontologia, Núcleo Nordeste, durante a Reunião Regional Anual realizada em Natal, entre os dias 5 e 7 de dezembro, no Campus Central da Universidade Federal do Rio Grande do Norte.